# Silnice II/197
Silnice II/197 je silnice II. třídy, která vede z Horšovského Týna ke hraničnímu přechodu Železná / Eslarn. Je dlouhá 29,9 km. Prochází jedním krajem a jedním okresem.

## Vedení silnice

### Plzeňský kraj, okres Domažlice
- Horšovský Týn (křiž. II/200)
- Polžice (křiž. III/1971)
- Srby (křiž. III/1972, III/1961, III/1972a)
- Vítání
- Tasnovice (křiž. III/1973)
- Štítary (křiž. III/1975)
- Hostouň (křiž. II/195)
- Svržno (křiž. II/195, III/1958, peáž s II/195)
- Újezd Svatého Kříže (křiž. III/1976)
- Bělá nad Radbuzou (křiž. III/1977, III/1954, III/19710)
- Smolov (křiž. III/19711)
- Železná (křiž. II/198)